# Nguyễn Phúc Chẩn
Nguyễn Phúc Chẩn (chữ Hán: 阮福昣; 30 tháng 4 năm 1803 – 26 tháng 10 năm 1824), tước phong Thiệu Hóa Quận Vương (紹化郡王), là một hoàng tử con vua Gia Long nhà Nguyễn trong lịch sử Việt Nam.

## Tiểu sử
Hoàng tử Chẩn sinh ngày 10 tháng 3 (âm lịch) năm Quý Hợi (1803), là con trai thứ 9 của vua Gia Long, mẹ là Thuận Thiên Cao Hoàng hậu Trần Thị Đang. Ông là em cùng mẹ với vua Minh Mạng và Kiến An vương Nguyễn Phúc Đài.
Năm Gia Long thứ 16 (1817), hoàng tử Chẩn được phong làm Thiệu Hóa công (紹化公). Ông tính cẩn trọng, hiền hòa, cư xử có lễ độ, vua Gia Long vì thế mà yêu ông lắm.

### Thời Minh Mạng
Vua Minh Mạng rất quý các hoàng đệ, cứ 5 ngày một lần sai người đến các phủ của họ hỏi thăm, khi rỗi việc triều chính thì thỉnh thoảng đến chơi.
Năm Minh Mạng thứ 3 (1822), thuộc hạ trong phủ Thiệu Hóa công Chẩn là bọn Nguyễn Đăng Quy trá xưng là thị vệ, đêm đến vào nhà dân đánh bạc, nhân cự đánh quan Tri huyện là Vũ Văn Thục. Dinh thần là Quảng Đức tâu lên. Vua sai đem chém bọn chúng. Thuộc phủ Cai đội là Lê Văn Đắc bị tội trượng và cách chức. Thiệu Hóa công sợ hãi xin nhận tội. Vua nói: “Biết Công thực thà, nhưng quá nhu nhơ nên bọn thuộc hạ sinh nhờn”.
Năm thứ 4 (1823), vua cho Kiến An công 1000 phương gạo và Thiệu Hóa công Chẩn 500 phương gạo, dụ rằng: “Bớt sự tiêu phiếm, đức tính tiết kiệm là rất tốt, phải nên nghĩ đấy”.
Thiệu Hóa công tính người hiếu kính, hiền hậu, điềm tĩnh, hoà nhã, ham học, có lòng nhân từ, vui làm điều thiện. Vua anh Minh Mạng rất yêu quý, mới lấy phủ của mình khi chưa làm vua ban cho em trai. Ông lại dựng cơ nghiệp riêng ở làng An Ninh (nay thuộc phường Hương Long, Huế) để làm nơi đọc sách lúc rỗi rãi. Trong vườn có ao sen trắng, ngoài hiên nhà trồng trúc xanh, chỗ ông ở gọi là thôn Bạch Liên, vườn gọi là vườn Thê Phượng (tức chim phượng đậu).
Những năm đầu Minh Mạng, hoàng trưởng tử là Trường Khánh công Miên Tông (vua Thiệu Trị sau này) thường cùng Thiệu Hóa công Chẩn học tập. Vua Thiệu Trị kém hoàng thúc Thiệu Hóa công 4 tuổi, nhưng Công giữ lễ, rất kính trọng Hoàng trưởng tử.

#### Qua đời
Thiệu Hóa công Chẩn tuổi còn trẻ mà đã mắc bệnh. Vua Minh Mạng từng nhiều lần đến thăm, sai thái y tìm đủ cách chữa trị. Từ khi ông đổ bệnh, Nhân Tuyên Hoàng thái hậu lo lắng không thôi, một hôm đốt hương khấn trời rằng: “Bệnh của Công có khỏi hay không, xin báo mộng cho biết”. Một đêm, bà Nhân Tuyên nằm mộng thấy một lão già đến trước mặt tâu rằng: “Công chết rồi”.
Năm Minh Mạng thứ 5, Giáp Thân (1824), ngày 5 tháng 9 (âm lịch), Thiệu Hóa công mất khi mới 22 tuổi. Hay tin người em mất, vua rất thương tiếc, nghỉ coi chầu 5 ngày, truy tặng cho ông làm Thiệu Hóa Quận vương (紹化郡王), thụy là Cung Lượng (恭諒). Tôn Thất Diệu và Tôn Thất Bính được giao trông coi việc tang; hoàng đệ Quảng Uy công Quân đến tứ tế; vua Minh Mạng đích thân đến rót rượu dâng cúng.
Ngày an táng Thiệu Hóa Quận vương, xa giá của vua đến lầu ở cửa Đông Nam. Vua Minh Mạng trông theo mà khóc đưa. Mộ phần của ông được dựng tại tổng An Ninh (nay thuộc xã Thủy Bằng, thị xã Hương Thủy, Thừa Thiên Huế, gần lăng Vĩnh Hưng của Từ Mẫn Hiếu Triết Hoàng hậu).
Không rõ khi nào phủ đệ của ông, cũng là phủ đệ cũ của vua Minh Mạng thời chưa được phong Hoàng thái tử, được thu hồi lại. Mùa xuân năm Minh Mạng thứ 20 (1839), nơi này được dựng thành chùa Giác Hoàng. Phủ Thiệu Hóa quận vương hiện nay tọa lạc ở phường Vỹ Dạ, thành phố Huế.
Năm Thiệu Trị thứ nhất (1841), vua cùng Nhân Tuyên Thái hoàng thái hậu đến yết Hiếu Lăng, lúc trở về ngang qua An Ninh, đến nhà thờ của Vương cầm chén rượu rót xuống đất để tế.

## Gia quyến
Thiệu Hóa Quận vương chỉ có 2 người con trai.
- Thiện Khuê, công tử trưởng, năm Minh Mạng thứ 16 (1835) tập phong làm Thiệu Hóa công. Do tiêu xài hoang phí, của dùng trong nhà ngày một hao hụt rồi đem kim sách đi cầm cố nên bị giáng làm Thiệu Hóa Đình hầu[10]. Năm Tự Đức thứ 13 (1860), công tử biết hối cải nên được phục tước[3]. Có con trai tên là Thiệu Giám.
- Thiện Chỉ, công tử thứ, năm Minh Mạng thứ 20 (1839) được ân phong làm Lại Trạch Đình hầu[3].